# 穆库尔·阿里亚
穆库尔·阿里亚（1984年8月27日—2022年3月6日），印度外交官，曾任印度駐巴勒斯坦代表。

## 經歷
穆库尔·阿里亚生於1984年8月27日。
阿里亚在德里成长并接受教育，并在德里大学和贾瓦哈拉尔·尼赫鲁大学学习经济学。2008年加入印度外事服务。他曾在新德里的外交部任职，并在印度常驻巴黎联合国教科文组织代表团以及印度驻阿富汗和俄羅斯大使馆工作过。
2021年起任印度駐巴勒斯坦國代表。2022年3月6日，阿里亚在任上去世。印度外交部后公布其为正常死亡。